# دی‌سلنید منگنز
دی‌سلنید منگنز (به انگلیسی: Manganese diselenide) با فرمول شیمیایی MnSe۲ یک ترکیب شیمیایی است. که جرم مولی آن 212.86 g/mol می‌باشد. شکل ظاهری این ترکیب، پودر خاکستری بی‌بو است.